# Khen Lampert
Khen Lampert  es un educador y un filósofo israelí que enseña filosofía, historia, estudios de cultura y educación. Tiene una amplia experiencia trabajando en barrios desfavorecidos en Israel con niños tanto judíos como árabes. 
Lampert es un contribuyente importante a la filosofía de la cultura y la educación. Su pensamiento se basa en una amplia gama de fuentes a veces contradictorias: de Marx a Paulo Freire, desde el budismo al cristianismo-moderno, de Herbert Marcuse a Heinz Kohut. 
Lampert es un defensor del activismo social-radical no violento oponiéndose enérgicamente al neoliberalismo (al que se refiere como neocapitalismo) , al militarismo, al fundamentalismo, al pensamiento post-moderno y a los ataques contra el estado de bienestar, los jóvenes y los pobres. 
Una parte importante del trabajo de Lampert se centra en la "Teoría de la compasión radical", un término que acuñó para describir la naturaleza de una alternativa socio-educativa . Según Lampert, una concepción radical de la compasión, basada en el imperativo de cambiar la realidad, no es sólo necesario, sino posible. Para él, la compasión esta profundamente arraigada en nuestra naturaleza humana y no está mediada por la cultura .
Lampert es el autor de:
- Traditions of Compassion: From Religious Duty to Social Activism (2005);
- Compassionate Education: Prolegomena for Radical Schooling (2003);
- Empathic Education - A Critique of Neocapitalism (2008 en hebreo);
- Meritocratic Education and Social Worthlessness (2012)

También es coautor, junto con Avidan Gadi y Amit Gish de libro A voice Unheard: A different Insight on Children Distress (2005 en hebreo).